# Reprezentacja Szwecji na Mistrzostwach Europy w Wioślarstwie 2010
Reprezentacja Szwecji na Mistrzostwach Europy w Wioślarstwie 2010 liczyła 7 sportowców. Najlepszymi wynikami było 2. miejsce w jedynce mężczyzn.

## Medale

### Złote medale
Brak

### Srebrne medale
jedynka (M1x): Lassi Karonen

### Brązowe medale
jedynka (W1x): Frida Svensson

## Wyniki

### Konkurencje mężczyzn
- jedynka (M1x): Lassi Karonen – 2. miejsce
- dwójka podwójna wagi lekkiej (LM2x): Dennis Bernhardsson, Oskar Russberg – 14. miejsce

### Konkurencje kobiet
- jedynka (W1x): Frida Svensson – 3. miejsce
- jedynka wagi lekkiej (LW1x): Sara Karlsson – 4. miejsce
- dwójka podwójna wagi kobiet (LW2x): Karin Radstroem, Cecilia Lilja – 8. miejsce